# يونيس غراي
يونيس غراي (بالإنجليزية: Eunice Gray)‏ هي سيدة أعمال أمريكية، ولدت في 23 أبريل 1880 في سويت سبرينغز في الولايات المتحدة، وتوفيت في 26 يناير 1962 في فورت وورث في الولايات المتحدة.